# Julian Wittmann

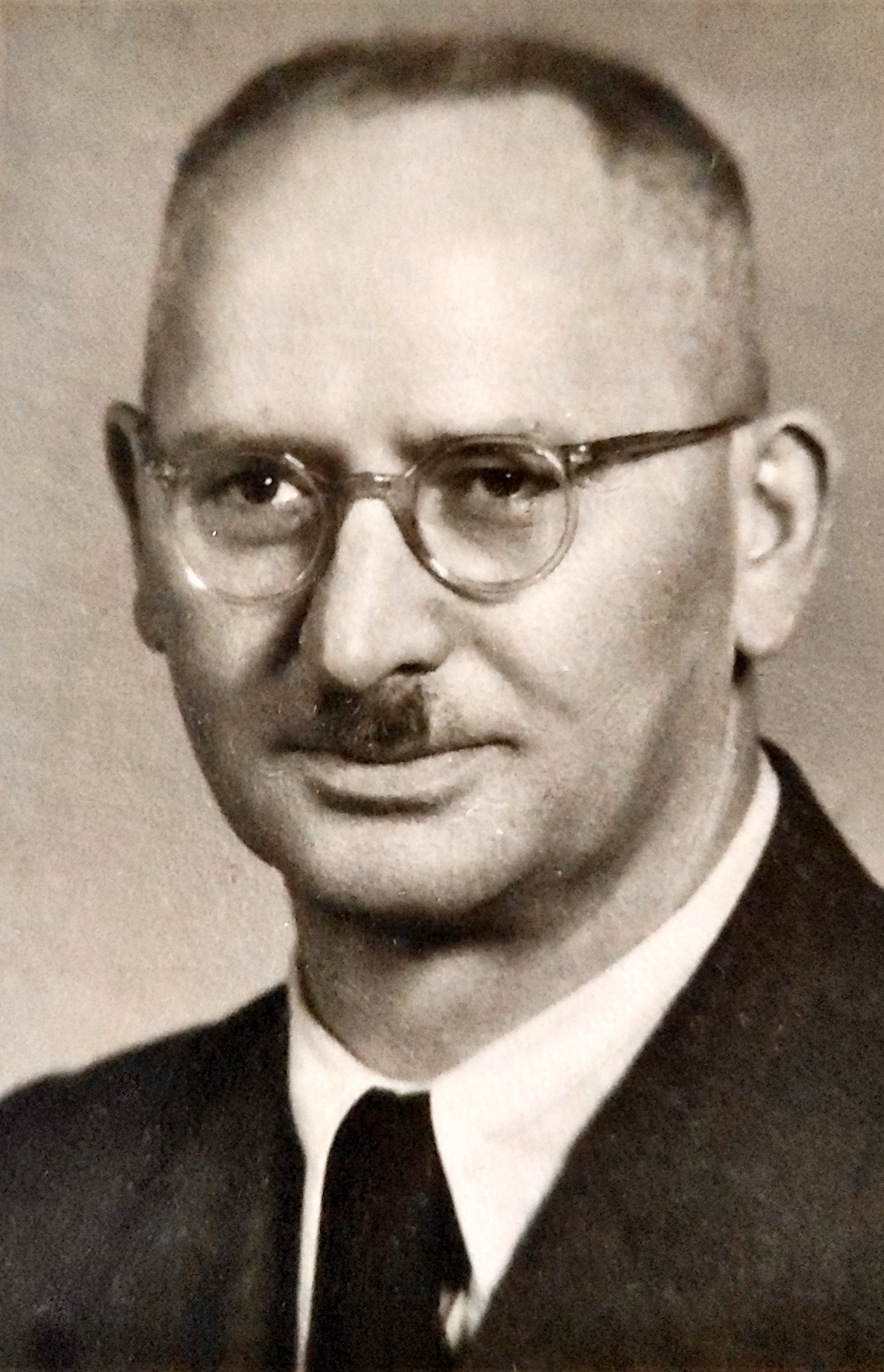
Julian Wittmann, ca. 1946

Julian Wittmann (* 8. Januar 1891 in Buchberg Nr. 12, Oberpfalz; † 17. August 1951 in Lichtenfels, Oberfranken) war ein deutscher Jurist, Kommunalpolitiker, Erster Bürgermeister der Stadt Lichtenfels, Mitglied der Verfassunggebenden Landesversammlung für Bayern und Landtagsabgeordneter (MdL).

## Familie
Julian Wittmann war das zehnte von elf Kindern und der neunte Sohn des in Buchberg Nr. 12 ansässigen Gütlers (Landwirts) und späteren Ökonomen Anton Wittmann (* 21. November 1851 in Buchberg; † 15. Dezember 1925 in Neumarkt) und dessen Ehefrau Walburga (* 25. April 1850; † 4. Januar 1925 in Buchberg Nr. 16), geborene Sichler. Beide hatten am 4. August 1874 in Reichertshofen geheiratet. Die Familie war römisch-katholischer Konfession.

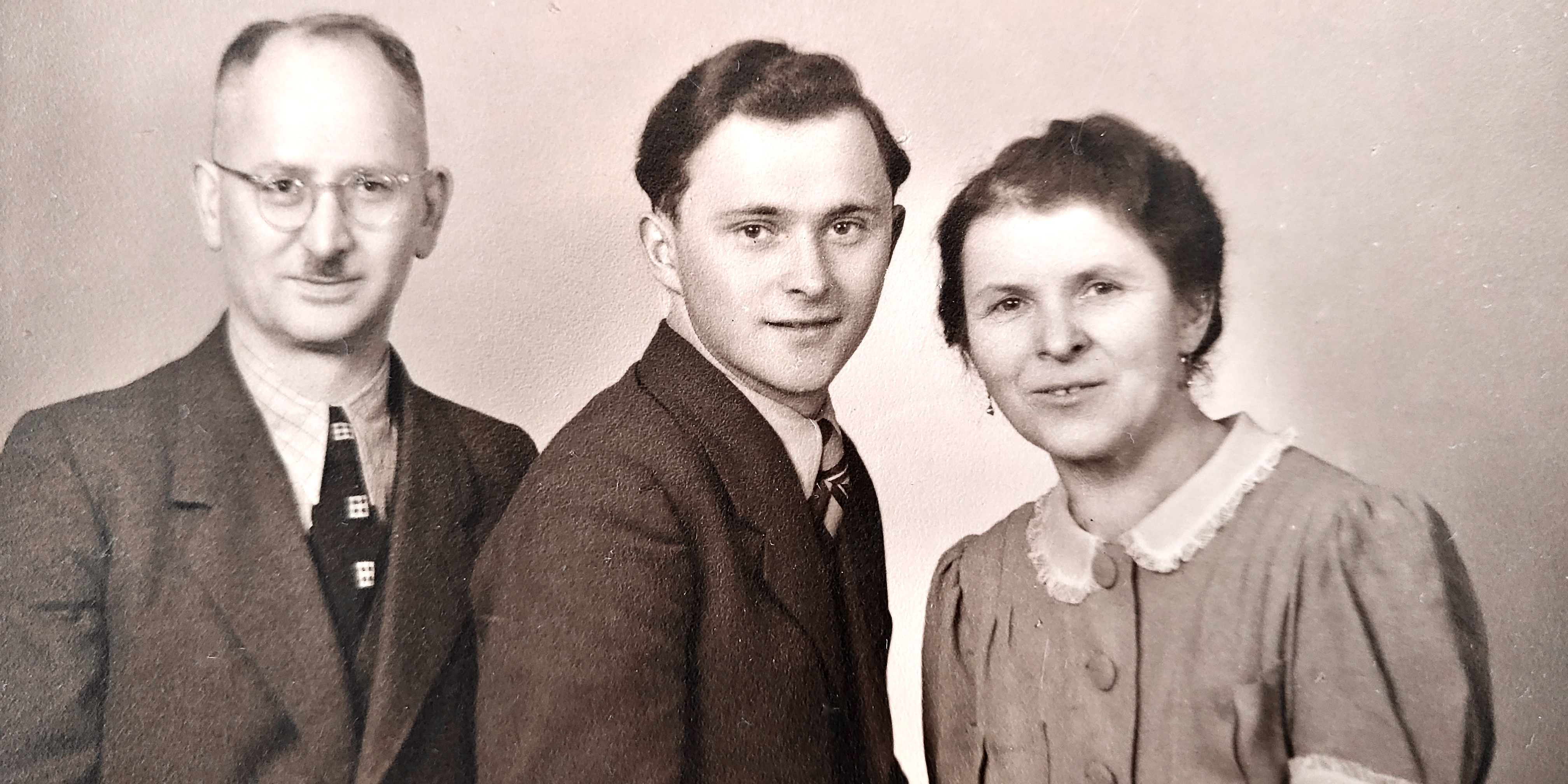
Julian, Hans Albert und Antonie Wittmann, um 1946

Seine Geschwister waren Xaver (* 4. Februar 1875 in Buchberg; † 21. April 1936 in Neumarkt), Johann Baptist (* 7. März 1876 in Buchberg Nr. 12; † 19. Oktober 1936 in Buchberg Nr. 1), Simon (* 1. November 1877 in Buchberg Nr. 12), Mathias (* 15. Januar 1879 in Buchberg; † 3. September 1959 in Nürnberg), Elisabeth (* 5. November 1881 in Buchberg Nr. 12; † 23. Dezember 1924 in Buchberg Nr. 16), Ludwig (* 5. September 1883 in Buchberg Nr. 12; † 5. Dezember 1943 in Neumarkt), Augustin (* 27. August 1885 in Buchberg Nr. 12; † 8. Mai 1916 bei Malancourt in Lothringen gefallen), Josef (* 7. September 1887 in Buchberg Nr. 12; † 18. Februar 1968 ebenda), Albert (* 3. Februar 1889 in Buchberg Nr. 12), Walburga (* 12. November 1894 in Buchberg Nr. 12; † 5. März 1895 ebenda).
Julian Wittmann heiratete am 16. November 1923 in Ebensfeld Margareta Antonie Lay (* 14. Januar 1898 in Ebensfeld Nr. 83; † 27. September 1971 in Kronach), eine Tochter des in Ebensfeld ansässigen Apothekers Josef Lay (* 7. Dezember 1862; † 25. Juni 1906) und dessen Ehefrau Sophie (* 15. Mai 1870; † 30. Oktober 1946), geborene Pregler. Die Familie Lay war ursprünglich irischer Abstammung. 1923 ließ sich das Ehepaar Wittmann in Burgkunstadt nieder. Aus der Ehe ging ein Kind hervor, Hans Albert (* 9. November 1926; † 9. April 1997).

## Schule und Studium
Julian Wittmann besuchte in Eichstätt das Königliche Humanistische Gymnasium und studierte anschließend bis zum Beginn des Ersten Weltkrieges Philosophie am dortigen Bischöflichen Lyzeum, das 1924 in Philosophisch-Theologische Hochschule umbenannt wurde.
Nach Kriegsende immatrikulierte er sich an der Friedrich-Alexander-Universität in Erlangen und studierte dort Rechts- und Staatswissenschaften. Gemeldet war er in Erlangen vom 2. Februar 1919 bis zum 1. April 1921. Er promovierte im Jahr 1922 mit seiner Dissertation zum Thema Krieg und Entschuldung der Landwirtschaft. Für diese Themenwahl und das beschriebene Untersuchungsgebiet dürfte der bäuerliche Grundbesitz seiner eigenen Familie Motivation gewesen sein. Im Jahr 1923 legte er die Große juristische Staatsprüfung ab.

## Erster Weltkrieg
Wie viele patriotisch Gesinnte meldete sich Julian Wittmann als Kriegsfreiwilliger; die Kriegsstammrollen der Königlich Bayerischen Armee verzeichnen ihn als Kandidaten der Theologie (cand. theol.).
Zum 1. Oktober 1914 wurde er zur Train-Abteilung Nr. 3 in Fürth beordert. Am 11. Januar 1915 wurde er zum 8./23. Reserve-Infanterie-Regiment abgestellt, vom 21. Januar bis 22. November 1915 auch zur Kgl. bay. 3. Reserve-Division und zum III. Königlich Bayerischen Armee-Korps. Dieses wurde in der Folge als Teil des Armeeoberkommandos 11 (AOK 11) vom 19. Februar bis zum 20. März 1915 an der Westfront in der Ersten Schlacht bei Münster im Elsass, vom 12. bis 15. Juni 1915 an der Ostfront in der Durchbruchsschlacht von Lubaczów, am 16. Juni 1915 im Gefecht bei Oleszyce und Dachnów, vom 17. bis 22. Juni 1915 in der Schlacht bei Lemberg und einen Monat später vom 20. Juli bis 31. August 1915 erneut an der Westfront in der Zweiten Schlacht um Münster im Elsass eingesetzt.
Am 7. Juli 1915 wurde er zum Gefreiten befördert, am 22. November 1915 zum Unteroffizier im 2. Bataillon des 23. Reserve-Infanterie-Regiments (Friedensstandort Nürnberg). Am 16. April 1916 wurde er erneut zur Train-Abteilung Nr. 3 kommandiert. Am 30. Juni 1916 wurde er der Flieger-Ersatz-Abteilung 6 zugeteilt und am 15. Juli 1916 als Unteroffizier der Bayerischen Feldfliegerabteilung No. 4, wo er an der Ostfront an den Kämpfen entlang der Flüsse Styr und Stochid teilnahm. Mit deren Aufklärungsflugzeugen, einer Ago C.I, mehreren LVG C.I und C.II und einigen Roland C.II „Walfisch“-Flugzeugen, wurde Wittmann der Heeresgruppe Linsingen unterstellt, um bei Kowel die 11. Königlich Bayerische Infanterie-Division bei der Abwehr der Brussilow-Offensive in Wolhynien zu unterstützen. Am 25. Dezember 1917 wurde er zum Armeeflugpark bei der Heeresgruppe Linsingen versetzt. Nach Kriegsende wurde Unteroffizier Wittmann im Rahmen der Demobilisierung am 11. Dezember 1918 aus dem Dienst nach Hause entlassen.

## Berufliche Entwicklung
Da Wittmann zur Zeit der Hyperinflation keine Aussicht hatte in den Staatsdienst aufgenommen zu werden, wurde er zunächst als Syndikus der 1903 gegründeten Schuhfabrik des Hans Püls (* 28. März 1873; † 18. Juli 1943) in Burgkunstadt tätig, wo er den zu dieser Zeit dort wirkenden Prokuristen Friedrich Baur kennenlernte. Ab 1924 ließ er sich in Burgkunstadt als Rechtsassessor nieder und wirkte dort später als Rechtsanwalt. In Burgkunstadts Bahnhofstraße, zunächst in Haus Nr. 242 und spätestens ab 1949 in Haus Nr. 150 (heute Bahnhofstraße Nr. 5), blieb er bis zu seinem Lebensende zusammen mit seiner Ehefrau Antonie wohnhaft.
Im Jahr 1928 trat er in die katholisch geprägte Bayerische Volkspartei (BVP) ein und wirkte ab 1929 als einstimmig gewählter Vorsitzender des Bezirkstages (heute: Kreistag) von Lichtenfels.
Nach der Machtabtretung an die Nationalsozialisten wurde er nach dem 30. Januar 1933 als demokratisch gewählter Parteifunktionär und Bezirkstagsvorsitzender zweimal durch die SA in sogenannte „Schutzhaft“ genommen. In der Folge dieser illegalen Inhaftierungen und Verhöre flüchtete er sowohl 1933 als auch 1934 vorübergehend in die Schweiz, bevor er nach Burgkunstadt zurückkehren konnte, um dort wieder seinem Beruf nachgehen zu können, nun allerdings zu den Bedingungen der NS-Justiz. So musste er sich in der Reichsrechtsanwaltskammer registrieren lassen, welche über seine Zulassung entschied und seine politische Zuverlässigkeit überwachte.
Nach dem Ende des Zweiten Weltkrieges wurde er am 23. Juli 1945 durch die US-Militärregierung in der Nachfolge von Baptist Hofmann (1903–1984) als rechtskundiger hauptamtlicher Erster Bürgermeister der Stadt Lichtenfels eingesetzt und am 30. Januar 1946 durch den Stadtrat einstimmig in seinem Amt bestätigt.
Wittmann gehörte für den Wahlkreis Oberfranken/Mittelfranken der vom 15. Juli bis 26. Oktober 1946 tagenden Verfassunggebenden Landesversammlung Bayerns an.
Am 1. Dezember 1946 wurde er als Direktkandidat der CSU als Abgeordneter (MdL) in den Bayerischen Landtag gewählt, wo er in der Folge mehreren Ausschüssen angehörte, insbesondere dem Verfassungs- und Rechtsausschuss.
1946/47 verwendete er sich wiederholt für den Verwaltungsangestellten im Landratsamt Lichtenfels, Wilhelm Aumer, der von der US-Militärregierung zunächst aus dem Dienst entlassen und später wieder zugelassen worden war, indem er in einem Spruchkammerverfahren zu dessen Gunsten als Zeuge aussagte und sich für ihn gegenüber dem Bayerischen Staatsminister des Innern, Josef Seifried (SPD), einsetzte. In diesem Anliegen kooperierte er mit dem amtierenden Landrat Max Jüngling (CSU).
Am 22. Mai 1948 begründete Wittmann zusammen mit dem Hauptmann-Biographen und Literaten Carl F. W. Behl, dem Politiker Thomas Dehler, dem Schriftsteller Hans Günter Hauffe und dem Buchdrucker Hermann Th. Schulze in Lichtenfels die Fränkische Bibliophilengesellschaft. Vier der Mitgründer waren Juristen.

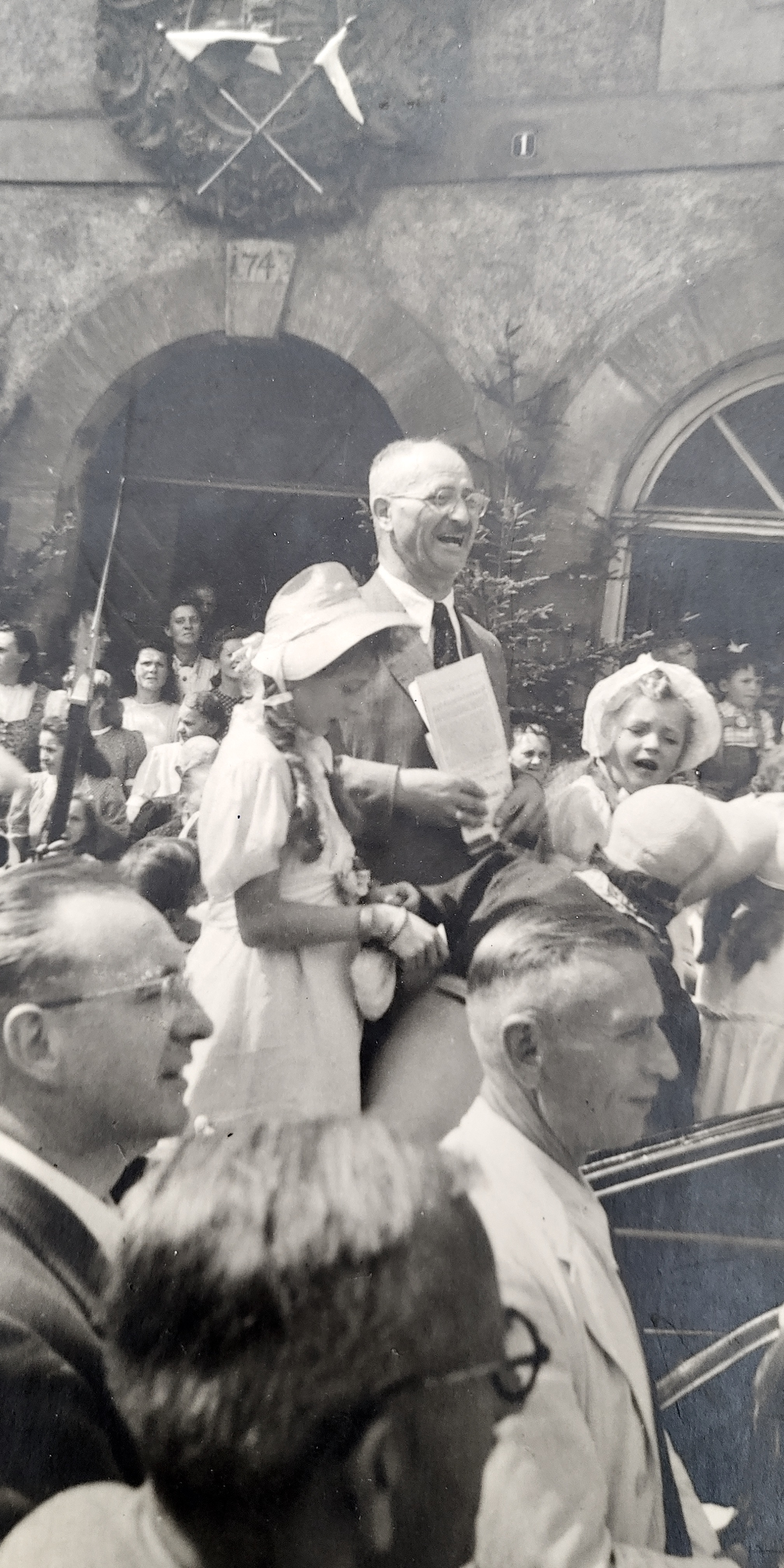
Der Erste Bürgermeister Julian Wittmann während einer Ansprache vor dem Rathaus Lichtenfels
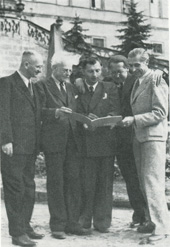
Von links: Julian Wittmann, Carl F. W. Behl, Hans Günter Hauffe, Thomas Dehler und Hermann Thomas Schulze im Kloster Banz, 1948
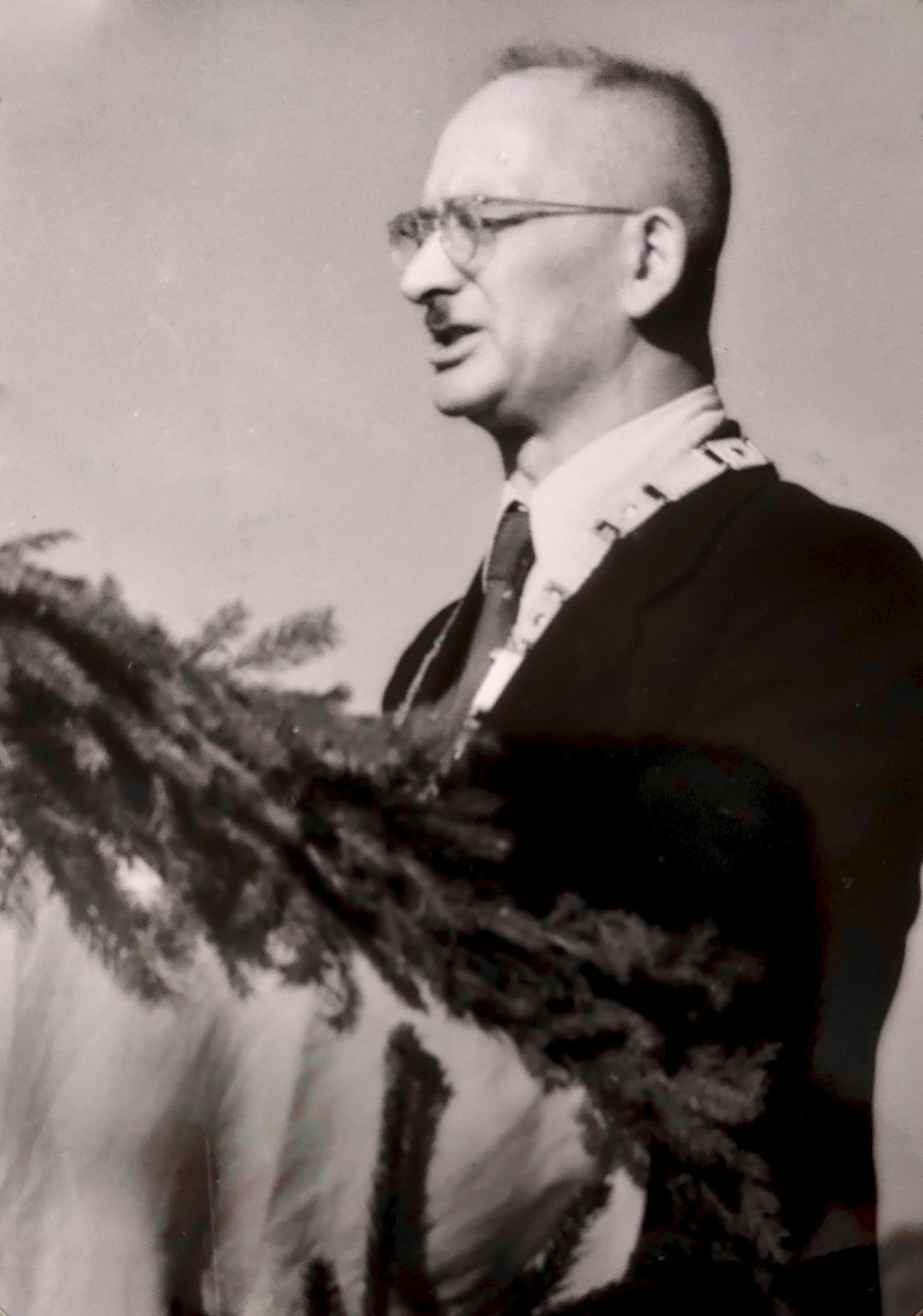
Der Erste Bürgermeister Julian Wittmann während einer Festrede
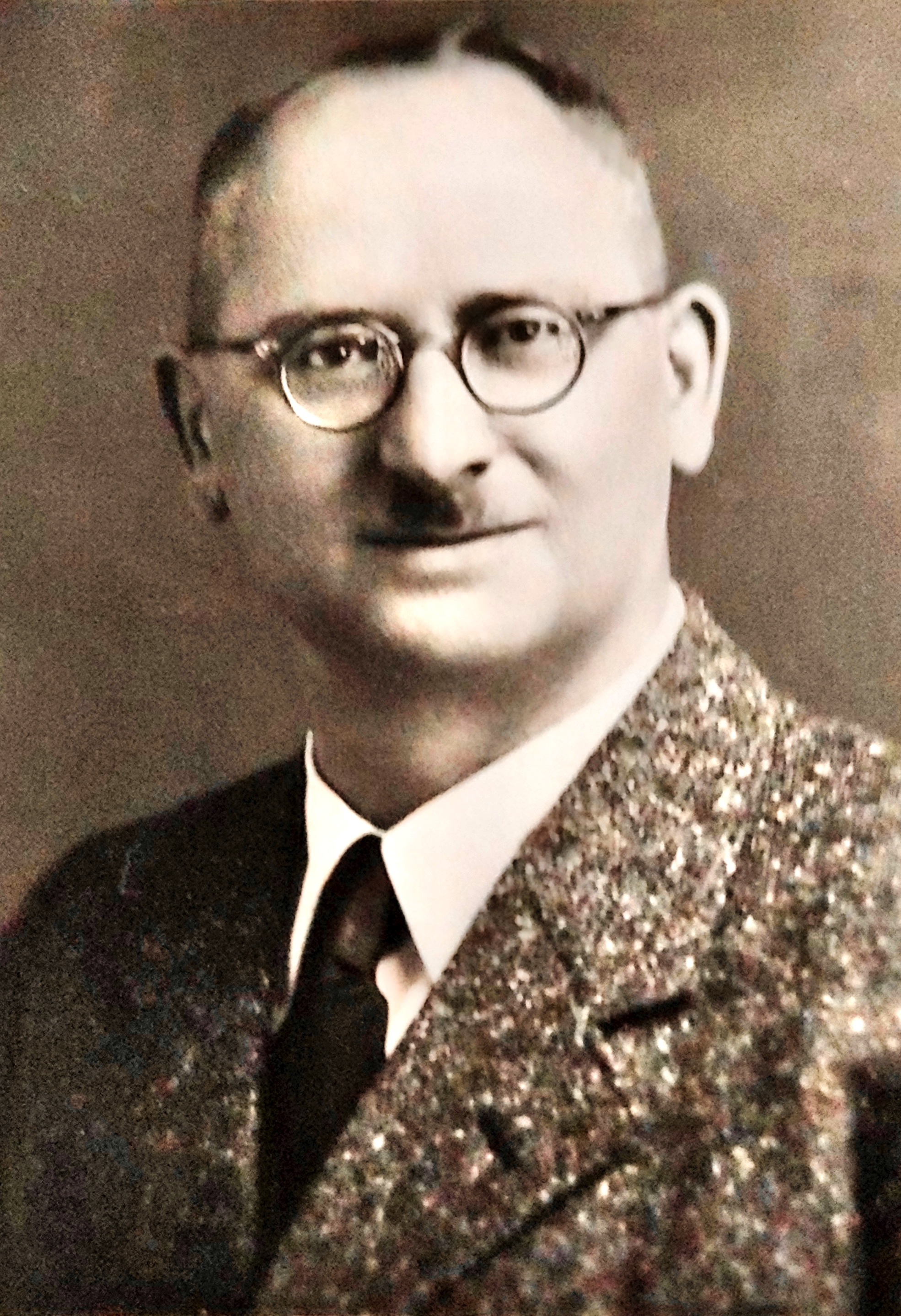
Der Erste Bürgermeister und bayerische Landtagsabgeordnete Julian Wittmann
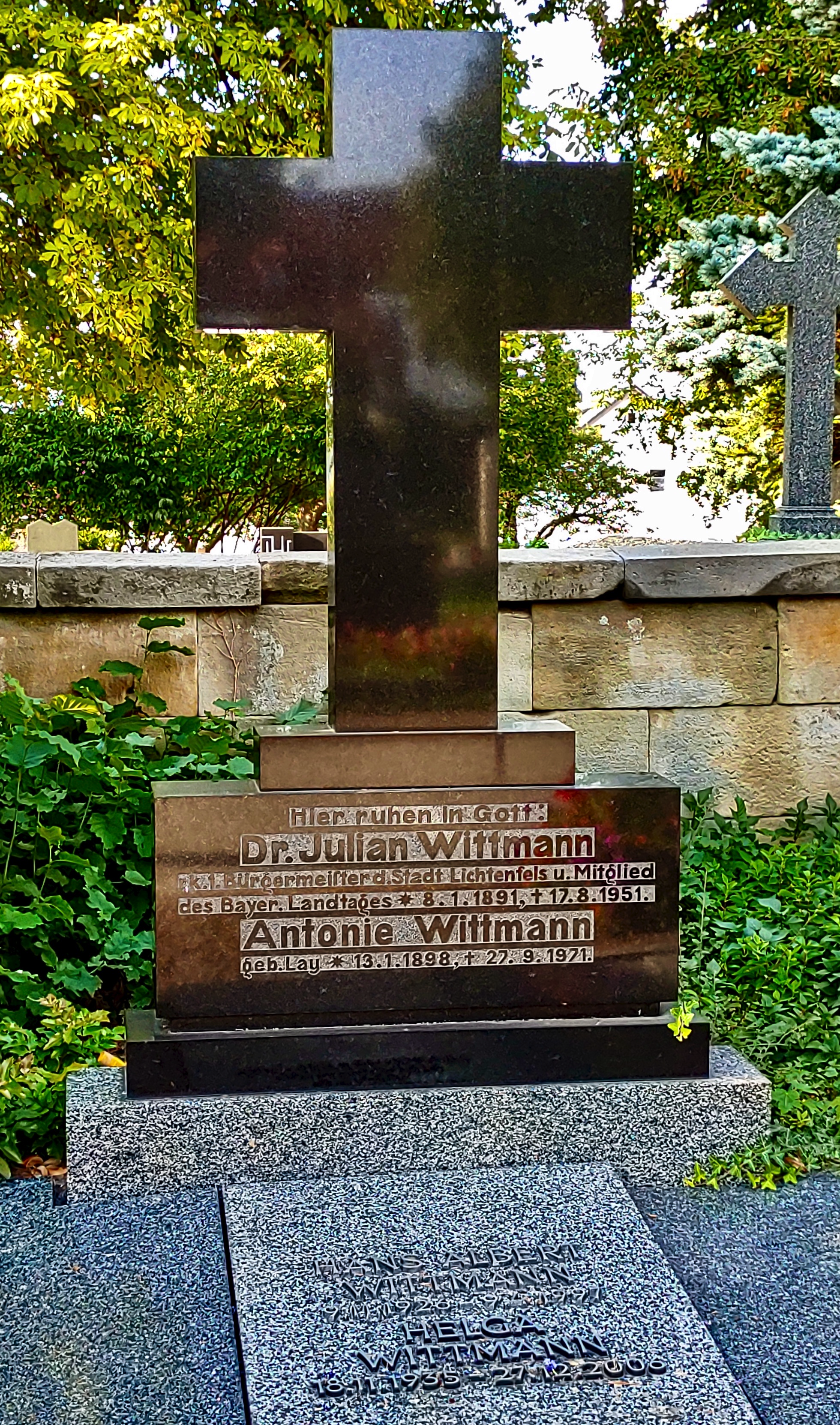
Grabstätte der Familie Julian Wittmann, Friedhof Lichtenfels

Julian Wittmann verstarb am 17. August 1951 im Alter von 60 Jahren im Rathaus von Lichtenfels im Beisein des Zweiten Bürgermeisters Johann Unrein (CSU, später FWG), der sein Amtsnachfolger wurde. An Wittmanns Beisetzung auf dem Friedhof von Lichtenfels nahmen unter anderen der Präsident des Bayerischen Landtags, Staatsminister a. D. Alois Hundhammer, der Vizepräsident des Bayerischen Landtags, Georg Hagen, der CSU-Fraktionsvorsitzende im Bayerischen Landtag, Prälat Georg Meixner, und der amtierende bayerische Justizminister, Josef Müller, teil. Im Auftrag des Ministerpräsidenten Hans Ehard legte der CSU-Bezirksvorsitzende Anton Hergenröder einen Kranz nieder.

## Veröffentlichung
- Krieg und Entschuldung der Landwirtschaft – Eine Untersuchung der Frage, ob und in welchem Umfange während des Krieges eine Entschuldung des bäuerlichen Grundbesitzes und des Wirtschaftssubjektes in den Bezirksämtern der Oberpfalz Neumarkt, Beilngries und Parsberg stattgefunden hat. Phil. Inauguraldissertation, Friedrich-Alexander-Universität Erlangen, 16. Februar 1921 (Digitalisat), OCLC 250023339[30]

## Ehrung
In der Stadt Lichtenfels wurde auf Beschluss des Stadtrats vom 24. August 1951 die vorherige Hochgerichtsstraße (ursprünglich Horst-Wessel-Straße) in Dr.-Wittmann-Straße umbenannt.